# ドナルドの灯台守
『ドナルドの灯台守』（ドナルドの灯台守、原題：Lighthouse Keeping）は、ウォルト・ディズニー・プロダクション（現：ウォルト・ディズニー・カンパニー）が製作した1946年9月20日公開のアニメーション短編映画作品。ドナルドダック・シリーズの第65作である。

## あらすじ
ある夜、灯台守をしていたドナルドは灯台の灯りで本を読もうとするも、回転する灯りにうまく読めない。そんな中、岩場の巣でペリカンが眠っているのを発見し、灯台の灯りでペリカンの安眠を妨害をする。邪魔されて頭にきたペリカンは灯台までやって来て灯りの火を消してしまう。ここから灯りの火を守ろうとするドナルドと消そうとするペリカンの壮絶な戦いが繰り広げられる。
そのうちにドナルドのライターが切れてしまい、同時に日が昇って夜が明け始めているのに気づく。しかし、あくまでも決着をつけたい二人は灯台のカーテンを全て閉め切って、再び戦いを始めるのであった。

## スタッフ
- 製作：ウォルト・ディズニー
- 監督：ジャック・ハンナ
- 脚本：ロイ・ウィリアムズ
- 音楽：オリバー・ウォレス

## キャスト
| キャラクター   | 原語版               | 旧吹き替え版 | 新吹き替え版 |
| -------------- | -------------------- | ------------ | ------------ |
| ドナルドダック | クラレンス・ナッシュ | 関時男       | 山寺宏一     |
| ペリカン       |                      | 小山武宏     | -            |
| ナレーター     |                      | 江原正士     |              |

## 日本での公開

### 収録
- 『夢と魔法の宝石箱　ゆかいなディズニー』（VHS、バンダイ、旧吹き替え版）